# Miloslav Jeník
Miloslav Jeník, né le 12 juillet 1884 et mort le 30 octobre 1944, est un footballeur international bohémien, évoluant au poste de gardien de but.

## Biographie
Miloslav Jeník reçoit ses deux sélections avec l'équipe de Bohême et Moravie : le 7 octobre 1906 contre la Hongrie (4-4), et le 13 juin 1908 contre l'Angleterre (0-4).